# Filosofo alla luce della lampada
Un filosofo alla luce della lampada (noto anche come Un eremita che studia l'anatomia) è un dipinto di Joseph Wright of Derby. Non si conosce la data della creazione, ma si sa che venne esposto per la prima volta nel 1769 a Londra presso la Society of Artists. È uno dei primi dipinti di Wright "a lume di candela", tipologia che poi lo avrebbe reso celebre.
Questo quadro è stato descritto nel catalogo di vendita 1801 come compagno di L'alchimista scopre il fosforo: ognuno ha una figura principale in primo piano con due secondarie in secondo piano, entrambe sono scene notturne e mostrano vecchi impegnati nella ricerca scientifica.

## Scena del dipinto
Il dipinto mostra un vecchio che si presume essere un filosofo o un pellegrino, seduto in una grotta illuminata da una lampada accesa, mentre osserva una collezione di ossa umane. Due uomini più piccoli, o ragazzi, vestiti da pellegrini (individuazione resa possibile dal fatto che portano sul cappello una conchiglia, l'emblema di San Giacomo e del Cammino di Santiago di Compostela), si dirigono verso di lui con trepidazione; la dimensione di queste figure è molto più piccola del personaggio principale del dipinto. All'esterno della grotta il paesaggio è buio e si illumina solo per la luna che s'intravede tra le nuvole. Le conchiglie erano il segno dei pellegrini, ma erano anche l'emblema della famiglia Darwin, di cui faceva parte Erasmus Darwin, una figura di spicco di quella Lunar Society cui appartenevano importanti personalità dell'Illuminismo britannico.

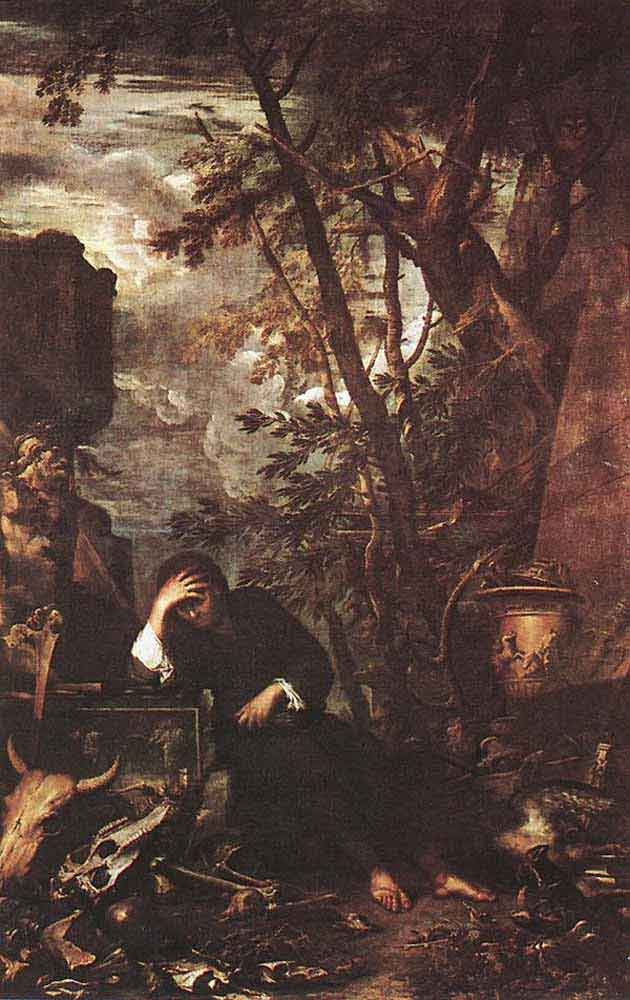
Democrito in Meditazione di Salvator Rosa

Gli esperti ritengono che questo quadro si ispiri al Democrito in meditazione di Salvator Rosa. L'amico di Wright John Hamilton Mortimer era un seguace di Rosa, ed è quindi possibile che Wright abbia conosciuto il lavoro di Rosa o una sua incisione.
Il filosofo di Wright sta esaminando parte di uno scheletro ma non sembra essere una seria indagine anatomica. È circondato da simboli che rimandano alla condizione effimera del genere umano, quali lo scheletro, una lampada che brucerà tutto il suo combustibile, la luna e una clessidra. La luna era anche il simbolo della Lunar Society alla quale Wright era strettamente legato, anche se non ne divenne mai un membro.
L'espressione preoccupata del filosofo e la trepidazione dei due pellegrini possono significare una riflessione sulla nuova attitudine scientifica dell'epoca, e sulla filosofia dell'Illuminismo o del preromanticismo al tempo di Wright.